# Solange (Heilige)

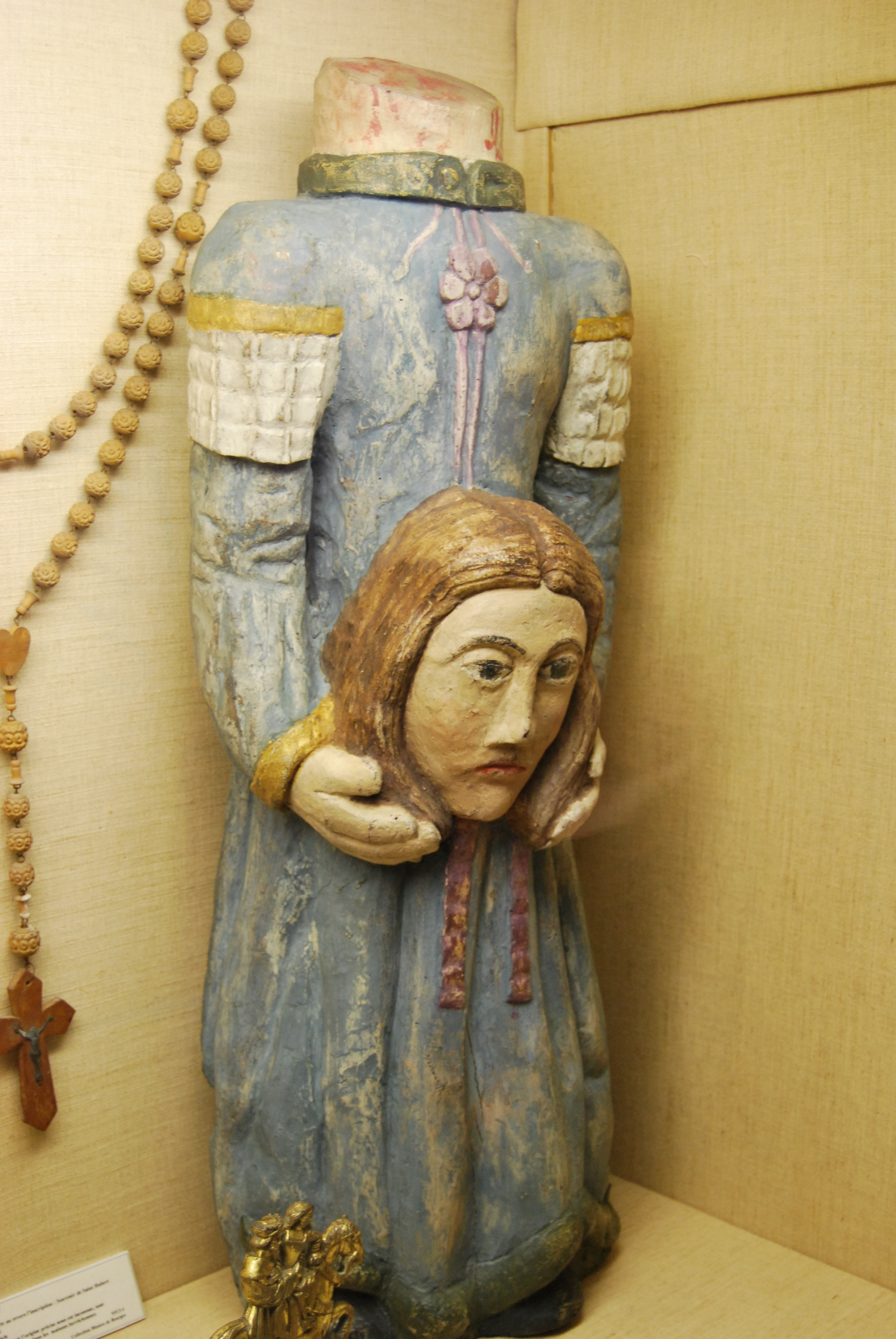
Statue der heiligen Solange im Musée du Berry

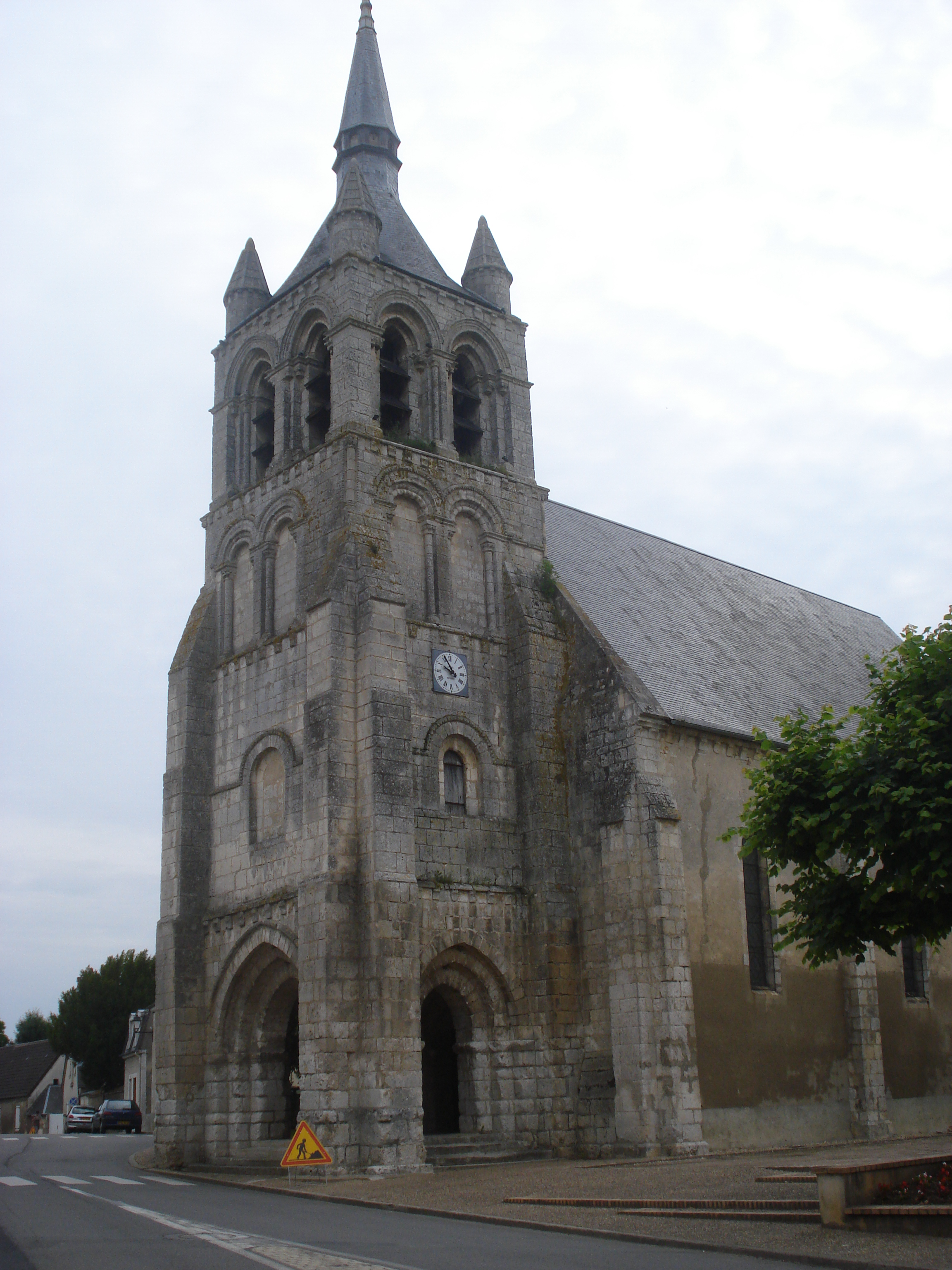
Romanische Kirche der heiligen Solange im französischen Département Cher

Solange von Bourges, auch Solongia, Sollemnia, (* 862 in Villemont bei Bourges, Cher; † 10. Mai zwischen 875 und 880 in Sainte-Solange (zuvor: Saint-Martin-du-Crot) bei Bourges) wird in der katholischen Kirche als Märtyrerin, Jungfrau und Heilige verehrt. Sie ist die Patronin des Landstriches Berry.

## Legende
Solange wurde in Villemont bei Bourges geboren und lebte dort als Schäferin. Sie wuchs in einer frommen Familie auf und gelobte im Alter von sieben Jahren ewige Jungfräulichkeit. Sie soll allein durch ihre Anwesenheit Kranke geheilt und Dämonen ausgetrieben haben.
Ein Mann, wahrscheinlich Bernhard von Gothien, traf Solange mit ihren Schafen und war von ihrer Schönheit hingerissen. Er bedrängte sie. Als sie sich nicht auf ihn einließ und ihre Jungfräulichkeit verteidigte, entführte der Mann sie. Er zwang sie auf sein Pferd und ritt mit ihr heimwärts. Unterwegs wehrte sie sich so sehr, dass bei einem Flussübergang beide ins Wasser fielen. Der Mann zog sein Schwert und schlug ihr den Kopf ab.
Der abgeschlagene Kopf soll der Legende nach drei Mal den Namen Jesu gerufen haben. Solanges Körper nahm den Kopf auf und trug ihn in die Kirche Saint-Martin-du-Crot. Dieser Teil der Legende ähnelt dem der Legende um Dionysius von Paris. Beide, die ihr eigenes Haupt in Händen tragen, gehören zur Gruppe der Cephalophore.
Der Ort und die Kirche Saint-Martin-du-Crot wurden später nach ihr benannt (Sainte-Solange). Solange wird als Schäferin, teilweise mit einem Stern über ihrem Haupt dargestellt. Es finden sich auch Darstellungen der Enthaupteten mit dem Kopf in den Händen.

## Gedenktag
10. Mai